# Resolució 211 del Consell de Seguretat de les Nacions Unides
La Resolució 211 del Consell de Seguretat de les Nacions Unides, aprovada el 20 de setembre de 1965 després de les crides a un alto el foc en les resolucions 209 i 210, el Consell va exigir que l'alto el foc tingués efecte a les 07:00 hores GMT el 22 de setembre i que ambdues forces es retiressin a les posicions acordades abans del 5 d'agost. El Consell va demanar al Secretari General de les Nacions Unides que vetllés per l'alto el foc i va demanar a tots els estats que s'abstinguessin de qualsevol acció que pugui agreujar la situació. El Consell també va decidir que, tan aviat com es pogués assolir un alto el foc, consideraria les mesures que podrien adoptar per ajudar a solucionar el problema polític subjacent al conflicte.
La resolució va ser aprovada per deu vots contra cap, amb l'abstenció de Jordània.